# Ciliegia dell'Etna
La Ciliegia dell'Etna è un prodotto ortofrutticolo italiano a Denominazione di origine protetta (DOP).	
È stata la prima, e finora unica, ciliegia ad aver ottenuto il marchio DOP in Italia.

## Storia
La coltivazione della ciliegia dell'Etna affonda antiche radici nel territorio etneo: l'esperienza degli agricoltori del luogo, acquisita di generazione in generazione, con continua ricerca e messa in atto di specifiche tecniche colturali, ha determinato le condizioni affinché la coltivazione dei ciliegi si consolidasse con successo nel tempo, fino a costituire un patrimonio storico-tradizionale e culturale del territorio.
La zona del massiccio etneo è molto nota per la sua produzione di ciliegie e per la loro qualità. Il nome "Etna" è infatti strettamente legato alle ciliegie, considerato che in Italia un gran numero di consumatori associa il luogo con tale frutto e viceversa. Le peculiarità della Ciliegia dell'Etna sono strettamente determinate dalle caratteristiche morfologiche e pedo-climatiche dell'areale di produzione, nonché dal contributo fornito dai coltivatori nella preparazione dei terreni e nella gestione degli impianti. Infatti, se l'esposizione dell'area geografica di produzione a Est—Sudest, l'elevato grado d'insolazione, i venti dominanti e le notevoli escursioni termiche rappresentano condizioni climatiche favorevoli alla coltivazione delle ciliegie, le difficoltà derivanti dall’estrema vicinanza al vulcano dell'Etna hanno richiesto notevoli sforzi da parte degli agricoltori locali nel rendere produttive le estese superfici di lave aspre e brulle. Il contributo offerto dall'uomo si è dunque tradotto nella messa in opera di faticose lavorazioni agronomiche di captazione di acque sotterranee, di scasso delle terre e di terrazzamento dei terreni, che hanno portato allo sviluppo di impianti a diversa altitudine e a competenze specifiche da parte degli agricoltori nella loro gestione. Ancora oggi, il continuo impegno dei coltivatori locali nella cura e nella corretta conduzione degli impianti che sorgono lungo le pendici dell'Etna, rende possibile una scalarità nella maturazione dei frutti con conseguente ampliamento del calendario di raccolta e permette alla Ciliegia dell'Etna di beneficiare al massimo delle condizioni climatiche particolarmente favorevoli e produrre frutti apprezzabili per la brillantezza del colore, la consistenza e il sapore delicato. La qualità del prodotto, del resto, è confermata dal successo della tradizionale sagra.
Oltre all'ambiente naturale, anche il fattore umano di tradizione secolare che con fatica ha trasformato le sciare (dall'arabo: "terra bruciata") in terreni fertili, il diffuso ricorso ad impianti irrigui localizzati che consentono irrigazioni di soccorso e fertirrigazione in considerazione della lunga stagione vegetativa in periodo asciutto, ha contribuito in maniera determinante a caratterizzare il forte legame tra la Ciliegia dell'Etna ed il territorio etneo.
Attorno alla coltivazione della ciliegia dell'Etna si è stratificato negli anni un retroscena culturale ed un importante indotto economico fatto di mestieri, tradizioni e usi ripetuti nei secoli dai coltivatori ortofrutticoli che ancora si tramandano nel lessico dialettale il nome di cirasa o ciriegia, la preparazione dei terreni noti come terre scatinate ovvero i terreni derivanti dalle opere di dissodamento delle lave, le tecniche di coltivazione che prevedono pratiche di innesto a sgroppo o a pezza e la tecnica di raccolta manuale con l'utilizzo di scale a trenta pioli e con ceste note come panari.

## Caratteristiche
La Ciliegia dell'Etna DOP è prodotta dal ciliegio dolce Prunus avium L., ecotipo Mastrantonio (Donnantonio), caratterizzata da un colore rosso brillante, la pezzatura medio-grossa, croccante all'esterno ed una polpa molto compatta, e il peduncolo lungo.
L'elemento distintivo della Ciliegia dell'Etna, rispetto alle altre varietà presenti nel territorio o alla stessa varietà allevata al di fuori del territorio, è la bassa acidità, associata alla croccantezza e ad un buon tenore zuccherino dei frutti. Ciò consente di avere un prodotto maturo, di colore rosso brillante e turgido, molto dolce senza però percepire la sensazione stucchevole tipica dei prodotti ad elevata concentrazione zuccherina. A queste caratteristiche va poi aggiunta anche la particolarità dei tempi di maturazione che sono più ampi rispetto ad altre ciliegie perché proporzionati al progressivo innalzamento rispetto al livello del mare dei terreni di coltivazione della zona del vulcano Etna.

## Zona di produzione
La zona di produzione della Ciliegia dell'Etna DOP si estende dal mare Ionio fino alle altitudini di 1600 m s.l.m.sui versanti orientale e sudorientale del vulcano Etna e comprende in provincia di Catania, il territorio amministrativo dei comuni di: Giarre, Riposto, Mascali, Fiumefreddo di Sicilia, Piedimonte Etneo, Linguaglossa, Castiglione di Sicilia, Randazzo, Milo, Zafferana Etnea, Santa Venerina, Sant'Alfio, Trecastagni, Pedara, Viagrande, Nicolosi, Ragalna, Adrano, Biancavilla, Santa Maria di Licodia, Belpasso, Aci Sant'Antonio, Acireale.
La zona di coltivazione è caratterizzata da suoli che evolvono su substrati di origine vulcanica. In particolare, il suolo di origine vulcanica e le notevoli escursioni termiche determinano il colore rosso della Ciliegia dell'Etna. Nella fascia montana i suoli presentano profilo poco profondo, elevata rocciosità superficiale, tessitura sabbiosa e ricca di scheletro; mentre la fascia collinare e litoranea presenta profili più evoluti, profondi, con tessitura franco-sabbiosa, suscettibili di irrigazione. La distribuzione del territorio fino ad altitudini di 1600 m s.l.m. conferisce alla Ciliegia dell'Etna parametri esclusivi in termini di tempi di maturazione. In effetti, questi ultimi coprono un ventaglio molto ampio che per l’ecotipo Mastrantonio (Donnantonio) va dall'inizio di giugno fino alla terza decade di luglio. I casi di gelate sono rari e da ricondurre a fenomeni di inversione termica, meno evidenti nelle aree più ventilate di collina. Si registrano valori assoluti delle temperature massime con punte di 44,3 °C a luglio e mediamente si hanno valori di 39-40 °C. I valori annui delle precipitazioni raggiungono i massimi della provincia e della stessa Sicilia ed aumentano con il crescere della quota.

## Modalità di vendita
La Ciliegia dell'Etna DOP deve essere venduta confezionata in contenitori del peso massimo di 10 kg, riconoscibili dalla corretta dicitura e da un logo che raffigura una ciliegia di colore rosso con peduncolo verde sovrapposta ad una torre medioevale che rappresenta il pezzo di una scacchiera. Il calibro minimo (diametro) della Ciliegia dell'Etna DOP deve essere di 23 mm. La raccolta delle ciliegie destinate al commercio per il consumo fresco deve essere eseguita esclusivamente a mano.